# Євтушенко Микола Дмитрович
Євтушенко Микола Дмитрович (нар. 20 грудня 1947) — кандидат біологічних наук, професор Харківського національного аграрного університету ім. В. В. Докучаєва, Заслужений працівник освіти України.

## Біографія
Микола Дмитрович народився 20 грудня 1947 року в с. Беїво Липоводолинського району Сумської області.
У 1974 році з відзнакою закінчив Харківський сільськогосподарський інститут ім. В. В. Докучаєва.
З 1974 по теперішній час професор Харківського національного аграрного університету ім. В. В. Докучаєва.
У 1979 році захистив  кандидатську  дисертацію.
У 1986 році Миколі Дмитровичу присвоєно вчене звання доцента, а у 2001 році - професора.
З 1986 по 1989 роки завідувач кафедри агрономії сільськогосподарського університету у Кампучії (нині Камбоджа).
З 1996 по 2007 роки ректор Харківського національного аграрного університету ім. В. В. Докучаєва.
У 2000 році почесний професор Харківського державного технічного університету сільськогогосподарства.
У 2006 році почесний професор Фуджианського Університету сільського господарства та лісівництва (Китай).
З 2007 року професор кафедри зоології та ентомології Харківського національного аграрного університету ім. В. В. Докучаєва.
З 2017 по 2021 роки завідувач кафедри зоології та ентомології ім. Б. М. Литвинова Харківського національного аграрного університету ім. В. В. Докучаєва.

## Праці
Микола Дмитрович - заслужений працівник освіти України, автор і співавтор 3 підручників, 2 практикумів, 20 навчальних посібників, 4 монографій, 3 винаходів та ін., підготував 3 кандидатів наук.
Основні праці:
1. Теоретичні основи динаміки популяцій і прогнозу масового розмноження основних шкідників яблуні в Україні. Вісн. Харків. аграр. університету. Сер. Біологія. 2003. № 25(3).
2. Сільськогосподарська ентомологія: підручник. Київ, 2005. (співавтор)
3. Технологічні карти і витрати на вирощування зернових та технічних культур в умовах Лісостепу України. Харків, 2006. (співавтор)

## Відзнаки та нагороди
- медаль Верховної Ради України «Десять років незалежності України»;
- трудова відзнака «Знак пошани»;
- трудова відзнака «Відмінник аграрної освіти і науки» ІІ ступеня;
- трудова відзнака «Відмінник аграрної освіти і науки» ІІІ ступеня;
- почесні грамоти Міністерства сільського господарства СРСР;
- почесні грамоти Мінагрополітики України;
- почесна відзнака голови Харківської облдержадміністрації «Слобожанська слава»;
- почесний громадянин Харківського району.